# Wetiweria pachnąca
Wetiweria pachnąca, wetyweria ostródowata (Chrysopogon zizanioides) – gatunek trawy pochodzącej z Azji Południowo-Wschodniej, poza tym szeroko rozpowszechniony w strefie międzyzwrotnikowej w uprawie i wielu krajach dziczejący.

## Morfologia

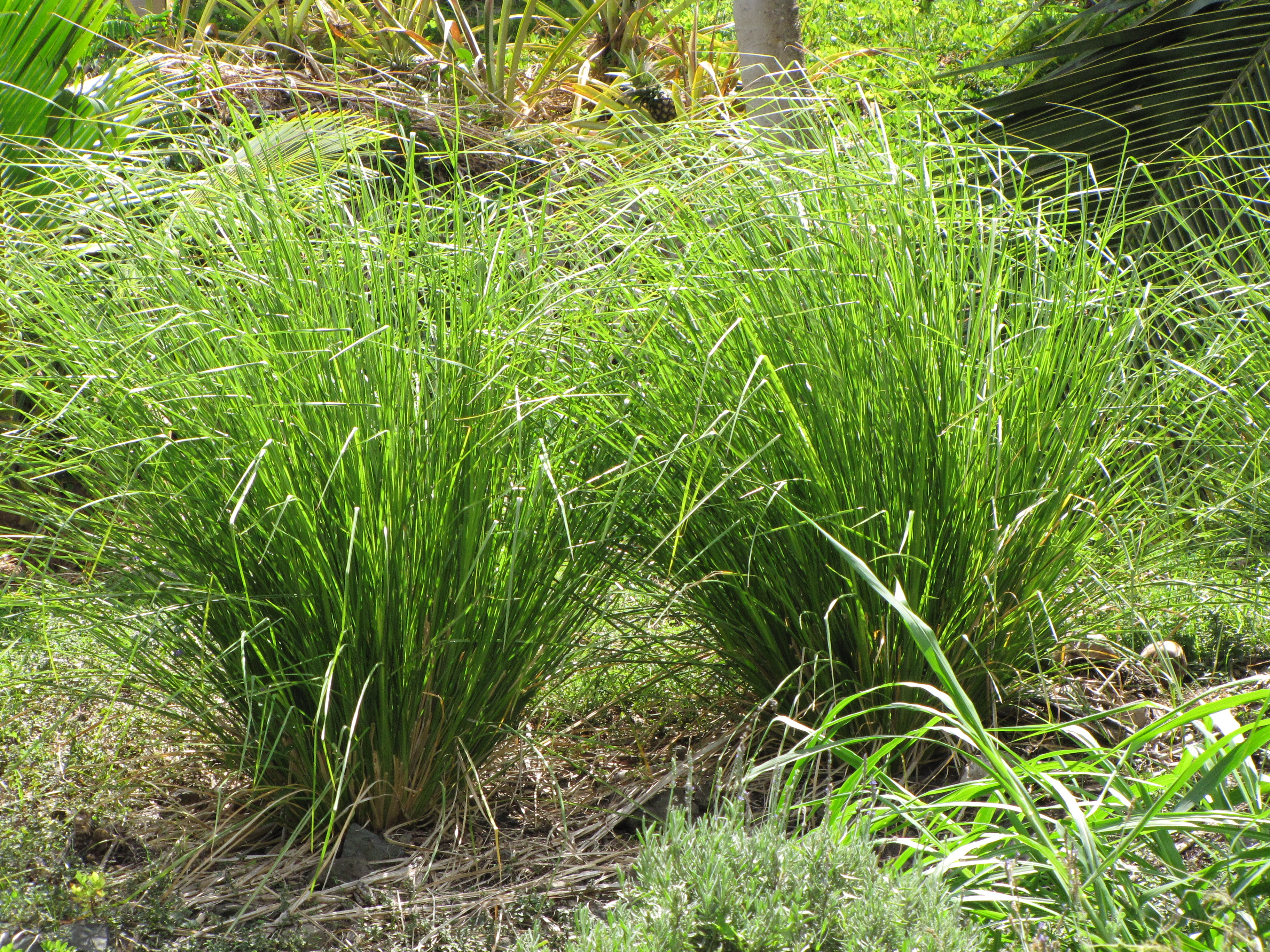

Tworząca zwarte kępy trawa o rozgałęzionym kłączu. Źdźbła prosto wzniesione osiągające do 1,5 m wysokości. Kwiaty zebrane w bezostne kłoski ułożone parami w grona, które z kolei tworzą długie wiechy.

## Zastosowanie
- Wykorzystywana jest do produkcji olejków eterycznych stosowanych w przemyśle perfumeryjnym, surowcem jest olejek khus-khus oraz olejek wetiweriowy[4].
- Kłącze i korzenie mają własności lecznicze[4].
- W Indiach używana jest do wykonywania pachnących wachlarzy[4] i kotar zawieszanych w drzwiach w celu odstraszania owadów[5].